# Saigō Takamori

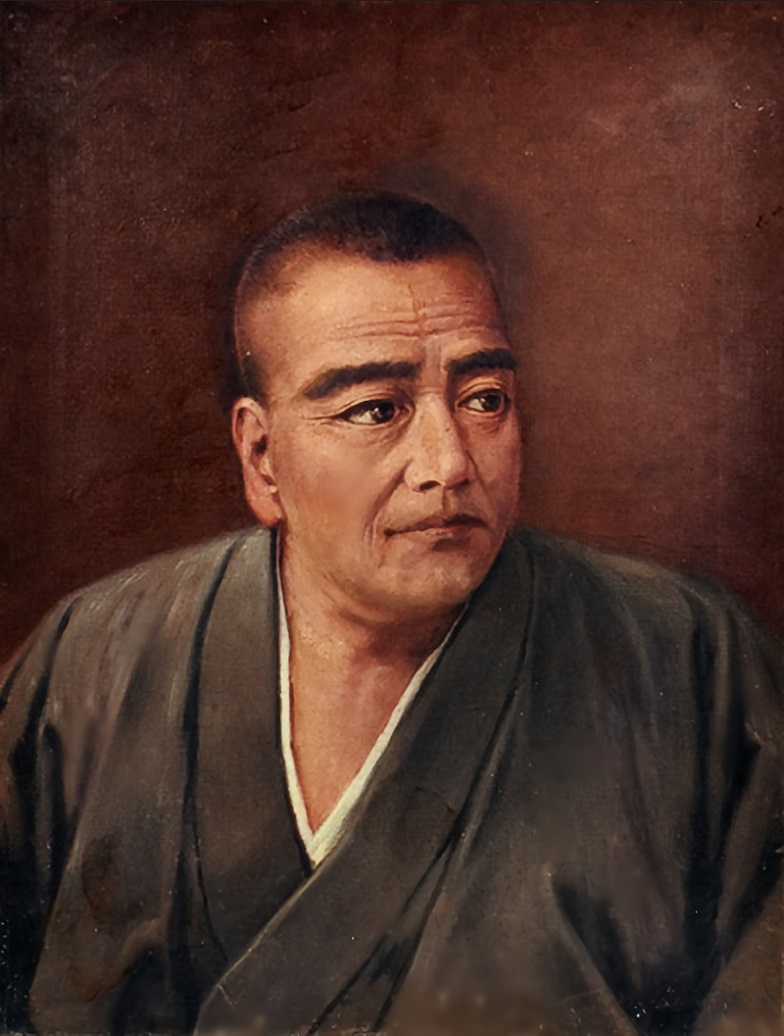
Ein Porträt von Saigo Takamori von Ishikawa Shizumasa

Saigō Takamori (japanisch 西郷 隆盛; * 23. Januar 1828; † 24. September 1877 in Kajiyachō, Kagoshima, Provinz Satsuma, heute Präfektur Kagoshima) war einer der einflussreichsten Samurai der japanischen Geschichte. Sein jüngerer Bruder war Saigō Tsugumichi.

## Leben und Wirken
Der Sohn des niederen Samurai Saigō Kichibē trat nach einer militärischen und religiösen Ausbildung in die Dienste von Shimazu Nariakira, des lokalen Daimyōs der Provinz Satsuma. 
Als ein Führer der kaiserlichen Armee im Boshin-Krieg, in dem er über 50.000 Samurai kommandierte, war Saigō einer der Hauptakteure während der Meiji-Restauration. Trotz seiner bescheidenen Herkunft wurde er Ratgeber (参議, sangi) und General (z. B. auch Gensui)  im neuen Staat.
Saigō war ein Gegner der Modernisierung Japans und der Öffnung des Handels für den Westen. Er bestand 1873 jedoch darauf, dass Japan versuchen sollte, Korea zu annektieren, bevor der Westen sich über dessen Potenzial klar wurde. Da die anderen Führer der Restauration (unter anderem auch Ōkubo Toshimichi) jedoch gegen diese Pläne waren, legte Saigō seine Ämter nieder und kehrte zurück in seine Heimatstadt Kagoshima, wo er wenig später eine Privatschule für treue Samurai gründete, die ebenso ihre Ämter niedergelegt hatten, um ihm nach Tokio zu folgen.
Im Jahr 1877 revoltierten sie unter der Führung von Saigō in der Satsuma-Rebellion gegen die Regierung, die die Rechte der Samurai stark beschnitten hatte und ihnen unter anderem auch das Recht genommen hatte, Schwerter zu führen. Obwohl der kaiserliche Palast eine neue Armee aufgestellt hatte und sie mit modernen Waffen ausgerüstet war, konnten die Samurai mit ihren traditionellen Waffen die kaiserliche Armee erfolgreich für mehrere Monate in Kämpfe verwickeln.
Während der Schlacht von Shiroyama am 24. September 1877 wurde Saigō schwer an der Hüfte verletzt, und so bat er einen Kameraden, ihn zu enthaupten, um seine Gefangennahme und somit Entehrung zu verhindern. Obwohl Legenden und Kunstwerke Saigō darstellen, wie er feierlich Seppuku begeht, wird dies durch Autopsien und zeitgenössische Berichte widerlegt.
Zahlreiche Legenden rankten sich um Saigō, viele davon bestritten seinen Tod. Viele Japaner erwarteten seine Rückkehr aus Indien oder dem Kaiserreich China, oder dass er zusammen mit dem russischen Kronprinzen zurücksegelte, um das Unrecht zu bekämpfen. Da die Meiji-Regierung nicht imstande war, die Zuneigung des Volkes für diesen Kämpfer für die Tradition zu brechen, erkannte sie am 22. Februar 1889 offiziell seinen Mut an und begnadigte ihn postum.
Eine Statue im Tokioter Ueno-Park, geschaffen von Takamura Kōun, zeigt Saigō, wie er seinen Hund spazieren führt. Im Nanshū-Schrein (nahe seinem Grab im buddhistischen Tempel Jōkōmyō-ji in Kagoshima) wird er als Kami verehrt.
Saigōs letztes Gefecht gegen die Meiji-Regierung bildete die Grundlage für den 2003 erschienenen US-amerikanischen Spielfilm Last Samurai.

## Bilder

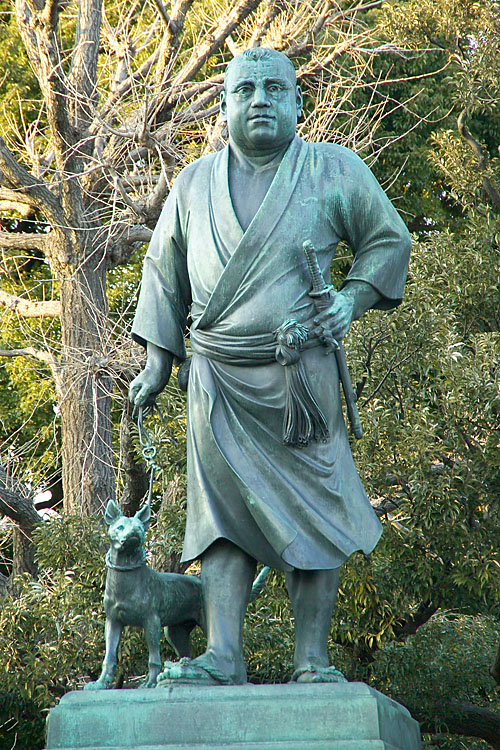
Statue im Ueno-Park
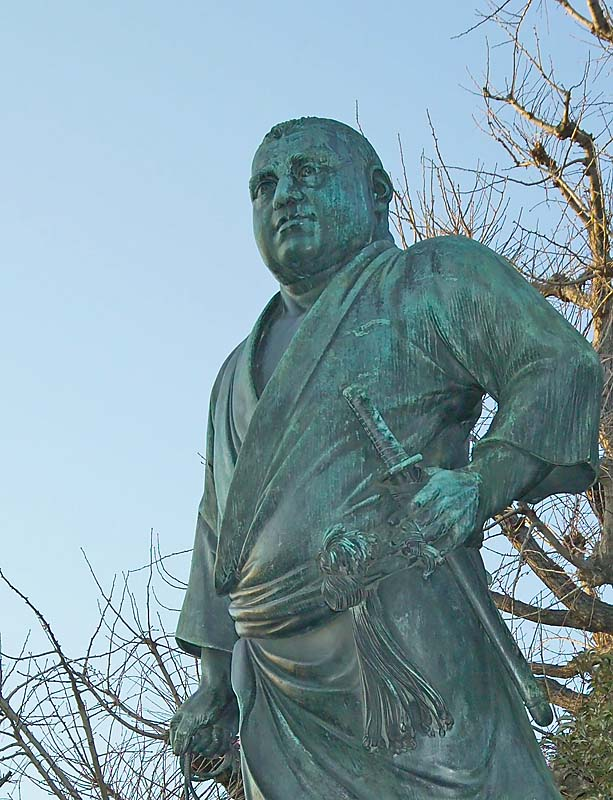
Detailansicht
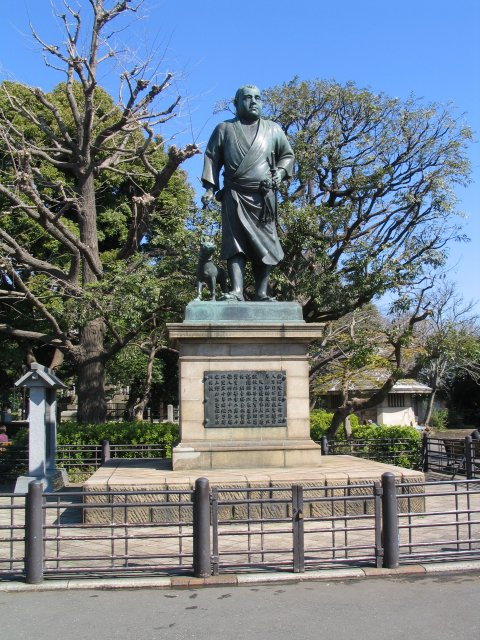
Detailansicht
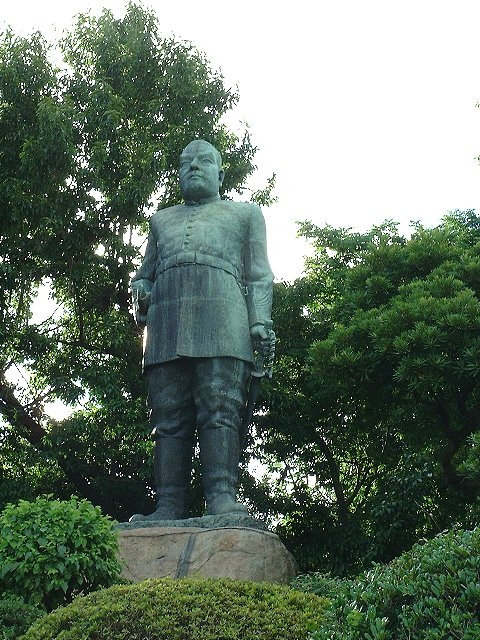
Statue in Kagoshima